# Blattella interlineata
Blattella interlineata är en kackerlacksart som först beskrevs av Hanitsch 1927.  Blattella interlineata ingår i släktet Blattella och familjen småkackerlackor.
Artens utbredningsområde är Vietnam. Inga underarter finns listade.